# Таннет
Таннет (бірм. တန်နက်း; 859–904) — 2-й володар Паганського царства у 876—904 роках.

## Життєпис
Відомості про нього обмежені. Син П'їнбу. Посів трон 876 року. Продовжив політику попередника зі зміцнення та розширення володінь. Ймовріно повністю позбувся залежності від Наньчжао та підкорив усі міста-держави п'ю. Створив потужну кінноту, сам був майстром верхової їзди.
904 року втоплений у ставку власним конюхом або конюшим Сале Нгакве. Ймовірно це вказувало на незміцнений статус монарха, якого ще сприймали як військового вождя, якому міг кинути виклик будь-хто.